# 法克法克托利亚机场
法克法克托利亚机场，又称为法克法克机场，是一座服务法克法克的机场，位于印度尼西亚西巴布亚省法克法克县。

## 设施
机场平均海拔462英尺（141），有条方向为10/28沥青铺装1,041乘20（3,415乘66英尺）的跑道。

## 航空公司和目的地
| 航空公司 | 目的地                               |
| -------- | ------------------------------------ |
| 快速航空 | 索龙                                 |
| 飛翼航空 | 安汶、凯马纳、马诺夸里、纳比雷, 索龙 |

## 资料来源
1. 1 2  Airport information for WASF （页面存档备份，存于） from DAFIF (effective October 2006)
2. ↑  在大圆制图人（Great Circle Mapper）上的FKQ / WASF机场信息 （来源：DAFIF 2006年10月生效）.